# Imscared: A Pixelated Nightmare
Imscared - A Pixelated Nightmare es un videojuego independiente creado por Ivan Zanotti, lanzado el 10 de diciembre de 2012. El 31 de enero de 2016, una versión extendida fue lanzada en Steam.

## Jugabilidad
El objetivo principal del juego es recolectar llaves y objetos varios con el fin de proseguir con el camino, mientras el antagonista principal lo observa desde varios lugares.

## Sobre el juego
El juego intenta provocar una sensación de claustrofobia al jugador e intenta varias veces romper la cuarta pared. Durante todo el camino, es acechado por una entidad conocida como White Face. Mientras el jugador avanza, el juego irá interactuando con el ordenador del usuario, creando varios archivos y realizando tareas sin permiso o aviso previo. Estos deberán revisarse continuamente para poder resolver ciertos acontecimientos que impiden avanzar en la historia.

## Lanzamiento en Steam
El 31 de enero de 2016, una versión extendida de Imscared fue lanzada a Steam por $3.99 por el mismo autor, añadiendo varios cambios a la versión gratuita del 2012. Esta expansión continúa teniendo la misma jugabilidad y mismo concepto, mantuvo los primeros escenarios de la versión gratuita, y añadió otros, además de enemigos y puzles, junto con otras maneras de interactuar con el ordenador del usuario.